# Colecistectomia

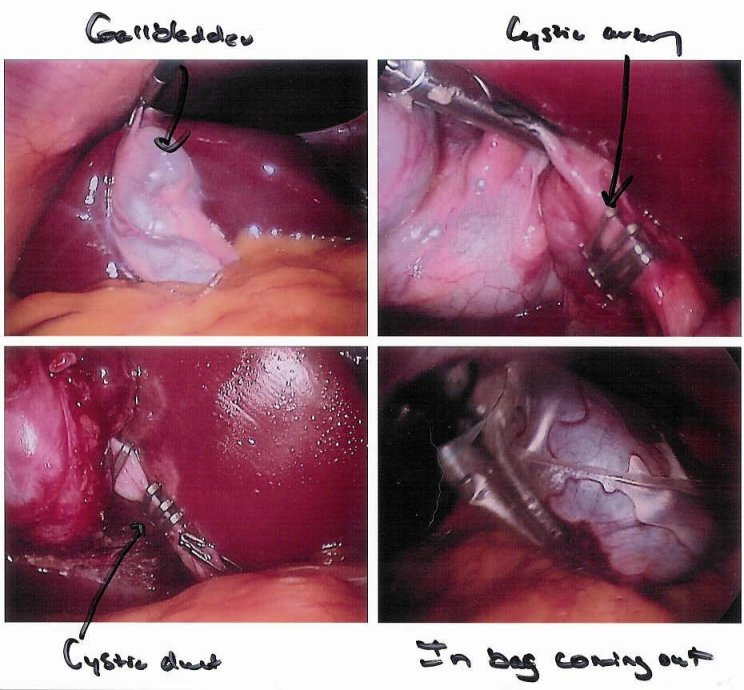
Colecistectomia laparoscópica vista através do laparoscópio

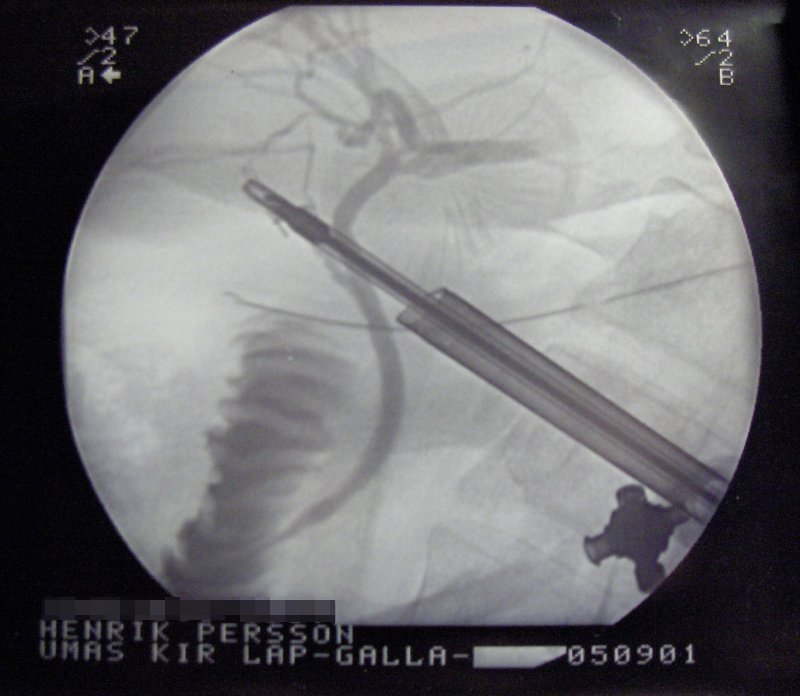
Raio-X durante uma colecistectomia laparoscópica

Colecistectomia é a retirada cirúrgica da vesícula biliar. Apesar do desenvolvimento de técnicas não-cirúrgicas, ela é o melhor e mais comum método de se tratar a colelitíase e colecistite, embora existam outras razões pela qual a cirurgia deva ser realizada. Todo ano mais de 500.000 norte-americanos fazem a cirurgia da vesícula biliar. As opções cirúrgicas incluem o procedimento padrão, chamado de colecistectomia laparoscópica, e um método mais invasivo e mais antigo, chamado de colecistectomia convencional.

## Indicações
A colecistectomia geralmente é indicada pela presença de cálculos dentro da vesícula biliar causando colecistite aguda ou crônica, porém pode ser indicada também por colecistite alitiásica, por pólipos da vesícula biliar, por neoplasias, dismotilidade vesicular sintomática, como parte de outros procedimentos cirúrgicos (i.e. técnicas de Scopinaro, switch duodenal, anastomoses bíleo-digestivas, duodenopancreatecnomia), dentre outros. 

### Colelitíase assintomática
Mesmo a presença de cálculos na vesícula biliar sem sintomas podem indicar colecistectomia em situações específicas. Fora dessas situações, considera-se que o risco cumulativo de que uma colelitíase assintomática ao longo dos anos é inferior ao risco cirúrgico:
- pacientes sem acesso a atendimento médico de emergência no caso de complicações
- áreas de alto risco como Chile e Bolívia
- pacientes imunossuprimidos
- diabetes mellitus insulino-dependente, especialmente em idosos
- pacientes com grandes variações de peso
- portadores de "vesícula em porcelana"

Outras situações podem teoricamente representar maior risco, mas não há evidências suficientes que suportem a colecistectomia preventiva nesses casos, recomendando-se uma avaliação mais individualizada dos riscos e benefícios:
- portadores de microcálculos
- portadores de cálculos maiores que 3 cm

## Técnica
A colecistectomia pode ser feita por técnica minimamente invasiva através da chamada videolaparoscopia, na qual são realizadas pequenas incisões de 5-10 mm ou por técnica convencional, a laparotomia. Na colecistectomia convencional (laparotômica) é realizada uma incisão no abdómen de tamanho variável dependendo das características biotípicas do paciente e dos achados intraoperatórios. Podem ser utilizadas a incisão de Kocher (subcostal direita), incisão subcostal transversa ou incisões longitudinais (paramediana ou mediana). Na ausência de contraindicações, atualmente a via de acesso padrão ouro é a laparoscópica.
Ainda de modo experimental, vem se desenvolvendo uma nova técnica para a colecistectomia, assim como outras intervenções na cavidade abdominal. Trata-se da cirurgia endoscópica trans-luminal por orifício natural (sigla em inglês: NOTES), onde a via de acesso é um orifício natural (boca, ânus, uretra e vagina). Apesar de chocar, muitos cirurgiões odometer ser uma nova opção no armamentário cirúrgico num futuro não muito longinquo.

## Complicações
Além dos riscos inerentes a qualquer procedimento cirúrgico (ex: hemorragia, trombose, hérnia, infecção) e anestésico (ex: infarto agudo do miocárdio, barotrauma dos pulmões, broncoaspiração), a ressecção cirúrgica da vesícula biliar pode gerar complicações locais especialmente devido a ampla variação anatômica das vias biliares e aderências consequentes a episódios de inflamação (colecistite). Destas, os problemas mais frequentes são a ligadura (ou clipagem) acidental, a lesão térmica (devido ao uso de eletrocauterização) ou a migração de cálculos para a via biliar principal, o coleperitônio e o trauma do duodeno, cólon ou estômago.

## Em Portugal
A primeira colecistectomia laparoscópica em Portugal realizou-se em 1989, no Hospital de Santo António no Porto, tendo sido liderada pelo Dr. Vitor Ribeiro, dois anos após a realização da primeira colecistectomia laparoscópica videoassistida em Lyon, França (1987), por Mouret.